# さいだん座41番星
さいだん座41番星（さいだんざ41ばんせい、41 Arae、41 Ara）或いはグリーゼ666は、さいだん座の方角に約28.7光年の距離にある連星、おそらくは三重連星である。

## 名称
さいだん座41番星という名称は、フラムスティード名の体裁であるが、この星にはフラムスティード番号は付されていない。この名称は、ベンジャミン・グールドが“Uranometria Argentina”において、フラムスティード番号に倣って南天の星座の恒星に番号を付与したものが起源である。そのことを明示するため、外国語表記では41G Araeという記法も使われる。

## 星系
さいだん座41番星は、重星カタログにおいて四重星として収録されており、見かけの等級が5.5で最も明るいA、9等星のB、13等星のC、14等星のDからなる。この中で、AとBは固有運動が共通しており、連星と考えられる。軌道要素も計算されているが、用いるデータによって公転周期の見積もりには242年から2205年まで幅がある。離心率は大きく、極端に細長い楕円軌道をとっており、軌道長半径は90 au程度とみられる。また、A星は精密な固有運動の分析と視線速度測定の結果、公転周期が88日の分光連星であることが示唆され、だとすれば、さいだん座41番星は三重連星となる。
さいだん座41番星系の主星Aは、スペクトル型がG8 Vと分類されるG型主系列星である。質量と半径はいずれも太陽の約8割と推定される。視覚的に分離できる伴星Bは、スペクトル型がM0 Vに分類される赤色矮星で、質量は太陽の半分程度とみられる。さいだん座41番星は、水素を基準とした金属元素（ヘリウムよりも原子量が大きい元素）の相対的な量が、太陽の4割程という金属元素に乏しい恒星であり、年齢は90億年から100億年程度とみられる。但し、彩層活動は低調でこそあるものの、そこまで古い星の特徴ではなく、活動性から推定した年齢は60億年程度となる。しかし、この年齢だとすると金属量が他の分析結果と一致しない矛盾が生じる。